# Derk Wiersum
Derk Wiersum (30 augustus 1975 – Amsterdam, 18 september 2019) was een Nederlandse advocaat en plaatsvervangend rechter.

## Loopbaan
Wiersum studeerde tussen 1995 en 2001 Nederlands recht met strafrecht als specialisatie aan de Rijksuniversiteit Groningen, waar hij lid was van Vindicat. Hij begon zijn loopbaan bij Van Gessel Advocaten. In 2003 werd hij beëdigd als advocaat. Hij begon een praktijk met Bart Stapert en legde zich toe op de zware criminaliteit. Na zijn vertrek bij Blaauw advocaten te Haarlem, waar hij vanaf 2017 werkzaam was, richtte hij begin 2019 zijn eigen advocatenkantoor op in Amsterdam.
Wiersum voerde onder andere de verdediging van kroongetuige Nabil B., in het zogeheten Marengo-proces wegens vijf moorden en een aantal pogingen daartoe, waarvan 17 leden van de bende van drugscrimineel Ridouan Taghi worden verdacht.
Daarnaast was hij rechter-plaatsvervanger bij de Rechtbank Zeeland-West-Brabant in Breda en penningmeester van Stichting Rechtshulp Terdoodveroordeelden.

## Moord en strafzaak
Op 18 september 2019 werd Wiersum nabij zijn woning in de Amsterdamse wijk Buitenveldert met een vuurwapen om het leven gebracht. Deze schokkende moordaanslag had een grote impact op juridisch Nederland en werd ook wel aangemerkt als een "aanslag op de rechtsstaat".
Op 3 oktober 2019 werd de 36-jarige Giërmo B. gearresteerd op verdenking van betrokkenheid bij de liquidatie. Op 20 november 2019 werd een tweede verdachte aangehouden, Anouar T. Zijn voorarrest werd op 27 januari 2020 met 30 dagen verlengd. Op 10 oktober 2021 legde de rechtbank een gevangenisstraf van 30 jaar op aan Giërmo B. en Moreno B. wegens moord.
Het strafdossier bij het OM in het arrondissement Amsterdam kreeg de codenaam 'Pulheim'. Dat is ook de officiële naam die gehanteerd wordt als men het heeft over de rechtszaak.
In de voortzetting van het Marengo-proces heeft de kroongetuige Nabil B. de advocaten van de verdediging, Inez Weski en vooral Nico Meijering, ervan beschuldigd, het klimaat voor de moord te hebben geschapen.

## Varia
- Op 18 september 2019 kwam er een gezamenlijke reactie op de gewelddadige dood door de advocatuur, het OM en de Rechtspraak.[15]
- Begin december 2019 verkoos Elsevier Weekblad Wiersum tot Nederlander van het Jaar 2019. Door de moord zou hij symbool zijn geworden voor de bedreigde rechtsstaat.